# Царибродско
 Тази статия е за историко-географската област.  За общината вижте Цариброд (община).  
Царибродско е историко-географска област в Западна България и Източна Сърбия, около град Цариброд.
Тя се формира след разделянето на старата Пиротска каза от Берлинския договор от 1878 година – Пирот и северозападната част са присъединени към Сърбия, а югоизточната част – към България, където става Царибродска околия с център селото Цариброд, крайна точка на построения по това време участък от железопътната линия от Белград. Територията ѝ съвпада приблизително с днешните български общини Годеч и Драгоман (без селата Василовци, Мало Малово и Цръклевци от Софийско), както и селата Бахалин, Драготинци и Извор в община Сливница, заедно със сръбската община Цариброд и селата Власи, Горна Държина и Славиня в община Град Пирот. Граничи с Берковско на север, Врачанско и Софийско на изток, Брезнишко и Трънско на юг и Бабушнишко и Пиротско на запад.
Царибродско е разделено от Ньойския договор от 1919 година – северозападната част е присъединена към Сърбия, образувайки основна част от Западните покрайнини, а върху югоизточната част е образувана нова Годечка околия.

## Други
На Царибродско е наречена улица „Царибродски край“ в квартал „Военна рампа“ в София (Карта).